# Maxillaria quadrata
Maxillaria quadrata là một loài thực vật có hoa trong họ Lan. Loài này được Ames & Correll mô tả khoa học đầu tiên năm 1943.